# Trimeresurus strigatus
Trimeresurus strigatus là một loài rắn trong họ Rắn lục. Loài này được Gray mô tả khoa học đầu tiên năm 1842.